# RDS Summer Festival
RDS Summer Festival è un evento musicale italiano che si svolge dal 1º luglio 2022, durante la stagione estiva, e alla quale partecipano numerosi artisti italiani e internazionali. L'evento viene trasmesso in radio su RDS e dal 2024 anche in televisione su RDS Social TV e dal 2025 anche su TV8 e Sky Uno e in streaming su Now.

## Il programma
L'evento, organizzato da RDS, ha come motto L'estate è un gioco e viene organizzato in diversi comuni e piazze del capoluogo italiano. 

## Edizioni
| Edizione | Anno | Trasmissione | Trasmissione  | Trasmissione | Trasmissione | Trasmissione | Presentatori    | Presentatori              | Presentatori              | Presentatori              | Presentatori              | Presentatori              | Presentatori              | Presentatori              | Periodo        | Periodo           | Puntate                             | Location                                                                                |
| Edizione | Anno | Radio        | TV            | TV           | TV           | Streaming    | Presentatori    | Presentatori              | Presentatori              | Presentatori              | Presentatori              | Presentatori              | Presentatori              | Presentatori              | Inizio         | Fine              | Puntate                             | Location                                                                                |
| -------- | ---- | ------------ | ------------- | ------------ | ------------ | ------------ | --------------- | ------------------------- | ------------------------- | ------------------------- | ------------------------- | ------------------------- | ------------------------- | ------------------------- | -------------- | ----------------- | ----------------------------------- | --------------------------------------------------------------------------------------- |
| 1ª       | 2022 | RDS          | Non presente  | Non presenti | Non presenti | Non presenti | Filippo Ferraro | Francesca Romana D'Andrea | Francesca Romana D'Andrea | Francesca Romana D'Andrea | Francesca Romana D'Andrea | Francesca Romana D'Andrea | Francesca Romana D'Andrea | Francesca Romana D'Andrea | 1º luglio 2022 | 11 settembre 2022 | 18                                  | Ostia, San Benedetto del Tronto, Termoli, Gabicce Mare, Soverato, Marina di Pietrasanta |
| 2ª       | 2023 | RDS          | Non presente  | Non presenti | Non presenti | Non presenti | Filippo Ferraro | Francesca Romana D'Andrea | Francesca Romana D'Andrea | Francesca Romana D'Andrea | Francesca Romana D'Andrea | Francesca Romana D'Andrea | Francesca Romana D'Andrea | Francesca Romana D'Andrea | 23 giugno 2023 | 9 settembre 2023  | 12                                  | Senigallia, Sabaudia, Barletta, Messina, Sanremo, Marina di Pietrasanta                 |
| 3ª       | 2024 | RDS          | RDS Social TV | Non presenti | Non presenti | Non presenti | Filippo Ferraro | Rossella Brescia          | Giacomo "Ciccio" Valenti  | Marco "Baz" Bazzoni       | Claudio Guerrini          | Petra Loreggian           | Roberta Lanfranchi        | Francesca Romana D'Andrea | 21 giugno 2024 | 27 luglio 2024    | 12                                  | Senigallia, Pescara, Barletta, Messina, Palmi, Rimini                                   |
| 3ª       | 2024 | RDS          | RDS Social TV | Non presenti | Non presenti | Non presenti | Filippo Ferraro | Rossella Brescia          | Giacomo "Ciccio" Valenti  | Marco "Baz" Bazzoni       | Claudio Guerrini          | Petra Loreggian           | Roberta Lanfranchi        | Anna Pettinelli           | 21 giugno 2024 | 27 luglio 2024    | 12                                  | Senigallia, Pescara, Barletta, Messina, Palmi, Rimini                                   |
| 4ª       | 2025 | RDS          | RDS Social TV | TV8          | Sky Uno      | Now          | Filippo Ferraro | Rossella Brescia          | Giacomo "Ciccio" Valenti  | Marco "Baz" Bazzoni       | Claudio Guerrini          | Petra Loreggian           | Roberta Lanfranchi        | 20 giugno 2025            | 12 luglio 2025 | 8                 | Rimini, Senigallia, Monopoli, Olbia |                                                                                         |

### Prima edizione (2022)
La prima edizione di RDS Summer Festival si è svolta a Ostia, San Benedetto del Tronto, Termoli, Gabicce Mare, Soverato e Marina di Pietrasanta dal 1º luglio all'11 settembre 2022 per diciotto date in radio su RDS con la conduzione di Filippo Ferraro e Francesca Romana D'Andrea.
- Artisti partecipanti: Achille Lauro, Albert Marzinotto, Bob Sinclar, Coez, Elodie, Francesco Gabbani, Franco126, Gaia, Gazzelle, J-Ax, Jimmy Sax, Madame, Max Pezzali, Noemi, Raf, Rocco Hunt, Robin Schulz, Sangiovanni, Tommaso Paradiso

### Seconda edizione (2023)
La seconda edizione di RDS Summer Festival si è svolta a Senigallia, Sabaudia, Barletta, Messina, Sanremo e Marina di Pietrasanta dal 23 giugno al 9 settembre 2023 per dodici date in radio su RDS con la conduzione di Filippo Ferraro e Francesca Romana D'Andrea.
- Artisti partecipanti: Achille Lauro, Aisha, AKA 7even, Ana Mena, Annalisa, Articolo 31, Baby K, Boomdabash, Cioffi, Colla Zio, Enula, Federica Carta, Fedez, Francesca Michielin, Gianmaria, Giorgia, Irama, Leo Gassmann, Lolita, Luigi Strangis, Matteo Romano, Paola & Chiara, Rkomi, Rocco Hunt, Sangiovanni, Shade, Sophie and the Giants, The Kolors, Tiromancino, Tommaso Paradiso, Wax

### Terza edizione (2024)
La terza edizione di RDS Summer Festival si è svolta a Senigallia, Pescara, Barletta, Messina, Palmi e Rimini dal 21 giugno al 27 luglio 2024 per dodici date in radio su RDS e in televisione su RDS Social TV con la conduzione di Rossella Brescia, Giacomo "Ciccio" Valenti, Marco "Baz" Bazzoni, Claudio Guerrini, Roberta Lanfranchi, Anna Pettinelli, Petra Loreggian, Filippo Ferraro e Francesca Romana D'Andrea.
- Artisti partecipanti: Achille Lauro, AKA 7even, Alessandra Amoroso, Alex Wyse, Alfa, Angelina Mango, Annalisa, Arisa, Articolo 31, Baby K, Benjamin Ingrosso, Benji & Fede, Bnkr44, Boomdabash, Boro, Capo Plaza, Cara, Cioffi, Clara, Coma Cose, Dotan, Eiffel 65, Elodie, Emma, Fedez, Francesco Gabbani, Fred De Palma, Gaia, Gazzelle, Geolier, Gianmaria, Holden, Icy Subzero, Il Tre, Irama, Kaze, Leo Gassmann, Leon Faun, Ludwig, Mahmood, Mameli, Maninni, Martina, Matteo Paolillo, Mazzariello, Mediterraneo, Mida, Mr. Rain, Negramaro, Noemi, Olly, Paola & Chiara, Petit, Rhove, Rocco Hunt, Rose Villain, Sarah Toscano, SLF, Sophie and the Giants, Tananai, The Kolors, Tony Effe, Vale LP

### Quarta edizione (2025)
La quarta edizione di RDS Summer Festival si è svolta a Rimini, Senigallia, Monopoli e Olbia dal 20 giugno al 12 luglio 2025 per otto date in radio su RDS, in televisione su RDS Social TV, TV8 e Sky Uno e in streaming su Now con la conduzione di Rossella Brescia, Giacomo "Ciccio" Valenti, Marco "Baz" Bazzoni, Claudio Guerrini, Roberta Lanfranchi, Anna Pettinelli, Petra Loreggian e Filippo Ferraro.
- Artisti partecipanti: Achille Lauro, Aiello, AKA 7even, Alessandra Amoroso, Alex Wyse, Alfa, Annalisa, Baby K, Benji & Fede, BigMama, Bnkr44, Boomdabash, Capo Plaza, Carl Brave, Cioffi, Clara, Coma Cose, Elodie, Enrico Nigiotti, Fedez, Francesco Gabbani, Fred De Palma, Gabry Ponte, Gaia, Ghali, Leo Gassmann, Michele Bravi, Mida, Negramaro, Noemi, Olly, Petit, Planet Funk, Rhove, Rkomi, Rocco Hunt, Sangiovanni, Sarah Toscano, Serena Brancale, Settembre, Sophie and the Giants, Tananai, The Kolors, Tredici Pietro, Vale LP, Lil Jolie, Venerus, Willie Peyote